# Stenocrobylus diversicornis
Stenocrobylus diversicornis är en insektsart som beskrevs av Boris Petrovich Uvarov 1923. Stenocrobylus diversicornis ingår i släktet Stenocrobylus och familjen gräshoppor. Inga underarter finns listade i Catalogue of Life.